# Martin Nešpor
Martin Nešpor (Brandýs nad Labem-Stará Boleslav, 5 giugno 1990) è un calciatore ceco, attaccante del Benešov.

## Palmarès

### Club

#### Competizioni nazionali
- Supercoppa della Repubblica Ceca: 1

Sparta Praga: 2014